# 刁俊稀
刁俊稀 （英語：Diu Felix Chun Hei；2000年4月30日—），香港男子田徑運動員，是繼蔣偉洪及黎振浩後，香港史上第三個參加夏季奧林匹克運動會田徑比賽男子100米賽事的男跑手。
2024年5月在香港田徑錦標賽跑出10秒33的最佳個人成績，在該屆賽事奪冠，獲中國香港田徑總會提名參加2024年巴黎奧運。2024年8月3日，刁俊稀以香港奧運代表隊運動員身份出戰2024年巴黎奧運田徑比賽的男子100米賽事，在預賽中跑出10秒62得小組第4，未能晉級。